# 伊拉克航空163號班機空難
伊拉克航空163号班机是一架波音737-270C（註冊編號YI-AGJ）的班機。1986年12月25日，该班机在巡航时被四名携带手榴弹的劫机者劫持，保安人员试图阻止，與劫機者在機艙內展開槍戰，一名劫机者逃到驾驶舱引爆了一枚手榴弹，而后另一枚手榴弹在經濟艙爆炸，引發起火和產生濃煙。駕駛艙受損後，机组成员試圖紧急降落，最後飞机在沙烏地阿拉伯阿尔阿尔機場跑道附近坠毁，並断为两截着火燃燒。机上共有106人，其中60名乘客和3名机组人员死亡。倖存的乘客表示劫机是肇事主因。
事發后确定的劫机者，亦是死者之一，為親伊朗的組織「伊斯蘭聖戰組織」成員。